# Patricio Ormazábal
Luis Patricio Ormazábal Mozó (Curicó, Chile, 12 de febrero de 1979) es un exfutbolista y actual entrenador chileno que se desempeñó como volante.

## Trayectoria

### Como futbolista
Llegó a las inferiores de Universidad Católica a los 13 años, luego que Fernando Díaz, el entrenador de las series menores del club, lo vio en un torneo realizado en La Serena.
Comenzó a jugar por la Universidad Católica, debutando en 1997 y ganando rápidamente un título, el Torneo de Apertura 1997. El año 2000 fue particularmente importante para su carrera, ya que formó parte de la Selección Sub-23 que representó al país en los Juegos Olímpicos de Sídney 2000, logrando el tercer lugar y consiguiendo medalla de bronce para Chile. Por la selección adulta jugó 7 veces, entre el año 2000 y 2003.
En 2003 fue fichado por San Lorenzo de Almagro, siendo dirigido por Rubén Darío Insúa y luego por Néstor Gorosito, quien había sido su compañero en Universidad Católica. En aquel Torneo de Apertura 2003 San Lorenzo peleó palmo a palmo con Boca Juniors por el campeonato, que finalmente ganó el equipo xeneize. Luego de esto, Ormazábal emigró a otro equipo argentino, Arsenal de Sarandí donde estuvo la segunda mitad del año 2004. Al finalizar el Torneo de Apertura 2004 argentino, volvió a Chile para jugar por Universidad de Chile, equipo donde no logró mayor éxito. Tras una regular campaña, volvió a salir del país, esta vez para jugar en los Dorados de Sinaloa. En México estuvo el segundo semestre del 2005, y al siguiente año volvió a la Universidad de Chile por toda la temporada.
A fines de 2006 volvió a la Universidad Católica, donde estuvo dos temporadas. Posteriormente, tras una renovación del plantel cruzado fue fichado por Huachipato. En 2011 llegó a Curicó Unido, club de su ciudad natal. Su retiro de la actividad profesional se dio en el equipo curicano, a fines del 2012.

### Como entrenador
Durante el 2013 estuvo al mando de la Sub-14 de Universidad Católica. En noviembre de 2014, tras el despido de Julio César Falcioni,  fue nombrado DT interino del primer equipo de la UC, hasta fin de ese año. A principios de 2017 asumió como entrenador de la sub-19 del elenco cruzado.
A principios de 2018 fue confirmado como ayudante técnico del DT Beñat San José en el primer equipo de Universidad Católica. Luego, siguió como ayudante de Gustavo Quinteros hasta abril de 2019, cuando asumió la banca de Magallanes de la Primera B de Chile. Tras dejar al equipo en el penúltimo lugar de la tabla de posiciones, sólo por encima de Deportes Valdivia, deja la banca del conjunto carabelero por mutuo acuerdo en septiembre de 2019.
En febrero de 2020 es anunciado como nuevo entrenador de la sub-20 de Chile. Durante el Sudamericano Sub-20 de 2023, el equipo dirigido por Ormazábal quedó eliminado en la primera fase, logrando sólo 4 puntos en 5 partidos, y cosechando críticas de la prensa y la opinión pública por decisiones técnicas y el escaso juego colectivo que mostró La Rojita a su mando.  El 31 de enero de 2023 se anuncia su desvinculación del cargo, junto a su cuerpo técnico.

## Selección nacional

### Participaciones en Juegos Olímpicos
| Torneo                          | Sede      | Resultado         |
| ------------------------------- | --------- | ----------------- |
| Juegos Olímpicos de Sídney 2000 | Australia | Medalla de Bronce |

### Participaciones en Clasificatorias a Copas del Mundo
| Eliminatorias                    | Resultado | Posición | PJ |
| -------------------------------- | --------- | -------- | -- |
| Eliminatorias Corea y Japón 2002 | Eliminado | 10.º     | 3  |
| Eliminatorias Alemania 2006      | Eliminado | 7.º      | 2  |

### Partidos internacionales
| 1     | 22 de marzo de 2000     | Estadio Nacional, Santiago, Chile             | Chile     | 5-2 | Honduras |  | Nelson Acosta | Amistoso                           |
| 2     | 29 de marzo de 2000     | Estadio Monumental, Buenos Aires, Argentina   | Argentina | 4-1 | Chile    |  | Nelson Acosta | Clasificatorias a Corea-Japón 2002 |
| 3     | 7 de octubre de 2001    | Estadio Couto Pereira, Curitiba, Brasil       | Brasil    | 2-0 | Chile    |  | Jorge Garcés  | Clasificatorias a Corea-Japón 2002 |
| 4     | 7 de noviembre de 2001  | Estadio Metropolitano, Barranquilla, Colombia | Colombia  | 3-1 | Chile    |  | Jorge Garcés  | Clasificatorias a Corea-Japón 2002 |
| 5     | 2 de abril de 2003      | Estadio Nacional, Lima, Perú                  | Perú      | 3-0 | Chile    |  | Juvenal Olmos | Amistoso                           |
| 6     | 6 de noviembre de 2003  | Estadio Monumental, Buenos Aires, Argentina   | Argentina | 2-2 | Chile    |  | Juvenal Olmos | Clasificatorias a Alemania 2006    |
| 7     | 18 de noviembre de 2003 | Estadio Nacional, Santiago, Chile             | Chile     | 0-1 | Paraguay |  | Juvenal Olmos | Clasificatorias a Alemania 2006    |
| Total | Presencias              | 7                                             | Goles     | 0   |          |  |               |                                    |

| Selección chilena | Selección chilena | Selección chilena |
| Año               | Partidos          | Goles             |
| ----------------- | ----------------- | ----------------- |
| 2000              | 2                 | 0                 |
| 2001              | 2                 | 0                 |
| 2003              | 3                 | 0                 |
| Total             | 7                 | 0                 |

## Clubes

### Como jugador
| Club                 | País      | Año       |
| -------------------- | --------- | --------- |
| Universidad Católica | Chile     | 1997-2003 |
| San Lorenzo          | Argentina | 2003-2004 |
| Arsenal              | Argentina | 2004      |
| Universidad de Chile | Chile     | 2005      |
| Dorados de Sinaloa   | México    | 2005      |
| Universidad de Chile | Chile     | 2006      |
| Universidad Católica | Chile     | 2007-2008 |
| Huachipato           | Chile     | 2008-2010 |
| Curicó Unido         | Chile     | 2011-2012 |

### Como entrenador
| Club                      | País                | Año                 | PJ | PG | PE | PP | Efectividad |
| ------------------------- | ------------------- | ------------------- | -- | -- | -- | -- | ----------- |
| Universidad Católica      | Chile               | 2014                | 2  | 0  | 1  | 1  | 16.67%      |
| Magallanes                | Chile               | 2019                | 15 | 3  | 3  | 9  | 26.67%      |
| Selección Sub-20 de Chile | Chile               | 2020-2023           | 17 | 7  | 3  | 7  | 47.06%      |
| Total en su carrera       | Total en su carrera | Total en su carrera | 34 | 10 | 7  | 17 | 36.27%      |

## Palmarés

### Como jugador

#### Campeonatos nacionales
| Título           | Equipo               | País  | Año    |
| ---------------- | -------------------- | ----- | ------ |
| Primera División | Universidad Católica | Chile | A-1997 |
| Primera División | Universidad Católica | Chile | A-2002 |

#### Campeonatos internacionales
| Título           | Equipo            | País      | Año  |
| ---------------- | ----------------- | --------- | ---- |
| Juegos Olímpicos | Selección chilena | Australia | 2000 |